# Сатук-хан
Сатук-хан (*д/н — 1434) — хан Західного Чагатайського улусу в 1409—1428 роках, хан Могулістану у 1429—1434 роках.

## Життєпис
Походив з династії Чингізидів. Про батьків та дату народження замало відомостей. Відомо лише, що належав до нащадків Чагатая. У 1409 році правитель Мавераннахра Улугбек відновив практику встановлення на трон номінальних ханів. При цьому змінив лінію таких «правителів» з Угедеїдів на Чагатаїдів, поставивши Сатук-хана. Про діяльність останнього в цей час нічого невідомо, оскільки він не мав жодної влади.
У 1428 році Улугбек повалив Сатук-хана, поставивши замість нього шварга Султан-Абу Саїда. Натомість надав Сатук-хану війська, з якими той рушив проти увайс-хана, володаря Могулістану. 1429 року в битві в місцині Бакабулун (поблизу озера Іссик-Куль) Сатук-хан завдав суперникові поразки й той загинув. Втім, Сатук-хан не зміг повністю захопити Могулістану, оскільки в східних районах було встановлено владу сина Увай-хана — Есен-Буки. Боротьба тривала до 1430 року.
Зрештою Сатук-хан відступив до Кашгара, звідки здійснював походи проти Есен-Буки. У 1434 році його було вбито Каракул Ахмад-мірзою, еміром Кашгару. У відповідь Улугбек здійснив похід проти Кашгару, завдавши Каракулу поразки та стративши того. В Могулістані почалася боротьба за владу між братами Есен-Букою і Юнус-ханом.